# كارل لانج (عالم نفس)
كارل لانج (بالدنماركية: Carl Lange)‏ هو طبيب وعالم نفس دنماركي، ولد في 4 ديسمبر 1834 في Vordingborg ‏ في الدنمارك، وتوفي في 29 مايو 1900 في كوبنهاغن في الدنمارك.